# ژان آلموخیان
ژان میکائیلی آلموخیان (ارمنی: Ժան Միքայելի Ալմուխյան؛ زادهٔ ۶ اکتبر ۱۹۳۲ - درگذشته ۲۰۲۱) آهنگساز و رهبر ارکستر اهل ارمنستان بود.

## زندگی‌نامه
وی در ۶ اکتبر ۱۹۳۲ در پیرا، یونان به دنیا آمد و از فارغ‌التحصیل گشت. وی برنده جوایزی همچون مدال موسس خورناتسی است. وی در ۲۰۲۱ در سن ۸۹ سالگی در آرژانتین درگذشت.